# أياكو يوشيكاوا
أياكو يوشيكاوا (باليابانية: 吉川綾子) هي عداءة سريعة يابانية، ولدت في 1 مارس 1933.

## وصلات خارجية
- أياكو يوشيكاوا على موقع أوليمبيديا (الإنجليزية)